# District de Prostějov
Le district de Prostějov (en tchèque : okres Prostějov) est un des cinq districts de la région d'Olomouc, en Tchéquie. Son chef-lieu est la ville de Prostějov.

## Liste des communes
Le district compte 97 communes, dont 5 ont le statut de ville (město, en gras) et 6 celui de bourg (městys, en italique) :
Alojzov •
Bedihošť •
Bílovice-Lutotín •
Biskupice •
Bohuslavice •
Bousín •
Březsko •
Brodek u Konice •
Brodek u Prostějova •
Budětsko •
Buková •
Čechy pod Kosířem •
Čehovice •
Čelčice •
Čelechovice na Hané •
Dětkovice •
Dobrochov •
Dobromilice •
Doloplazy •
Drahany •
Dřevnovice •
Držovice •
Dzbel •
Hačky •
Hluchov •
Horní Štěpánov •
Hradčany-Kobeřice •
Hrdibořice •
Hrubčice •
Hruška •
Hvozd •
Ivaň •
Jesenec •
Kladky •
Klenovice na Hané •
Klopotovice •
Konice •
Kostelec na Hané •
Koválovice-Osíčany •
Kralice na Hané •
Krumsín •
Laškov •
Lešany •
Lipová •
Ludmírov •
Malé Hradisko •
Mořice •
Mostkovice •
Myslejovice •
Němčice nad Hanou •
Nezamyslice •
Niva •
Obědkovice •
Ochoz •
Ohrozim •
Olšany u Prostějova •
Ondratice •
Otaslavice •
Otinoves •
Pavlovice u Kojetína •
Pěnčín •
Pivín •
Plumlov •
Polomí •
Přemyslovice •
Prostějov •
Prostějovičky •
Protivanov •
Ptení •
Raková u Konice •
Rakůvka •
Rozstání •
Seloutky •
Skalka •
Skřípov •
Slatinky •
Smržice •
Srbce •
Stařechovice •
Stínava •
Stražisko •
Šubířov •
Suchdol •
Tištín •
Tvorovice •
Určice •
Víceměřice •
Vícov •
Vincencov •
Vitčice •
Vranovice-Kelčice •
Vrbátky •
Vrchoslavice •
Vřesovice •
Výšovice •
Zdětín •
Želeč

## Principales villes
Population des dix principales communes du district au 1er janvier 2025 et évolution depuis le 1er janvier 2024 :
| Prostějov           | 43 408 | en diminution   |
| Kostelec na Hané    | 2 832  | en diminution   |
| Konice              | 2 664  | en stagnation   |
| Plumlov             | 2 254  | en diminution   |
| Němčice nad Hanou   | 1 918  | en diminution   |
| Olšany u Prostějova | 1 867  | en augmentation |
| Vrbátky             | 1 729  | en diminution   |
| Kralice na Hané     | 1 708  | en augmentation |
| Držovice            | 1 676  | en augmentation |
| Mostkovice          | 1 646  | en augmentation |